# Alfredówka
Alfredówka is een plaats in het Poolse district  Tarnobrzeski, woiwodschap Subkarpaten. De plaats maakt deel uit van de gemeente Nowa Dęba en telt 750 inwoners.